# Ширубл
Ширубл (фр. Chiroubles) је насељено место у Француској у региону Рона-Алпи, у департману Рона.
По подацима из 2011. године у општини је живело 395 становника, а густина насељености је износила 53,52 становника/km².

## Демографија
| 1962. | 1968. | 1975. | 1982. | 1990. | 2011. |
| ----- | ----- | ----- | ----- | ----- | ----- |
| 389   | 415   | 409   | 369   | 379   | 395   |